# Erezuil

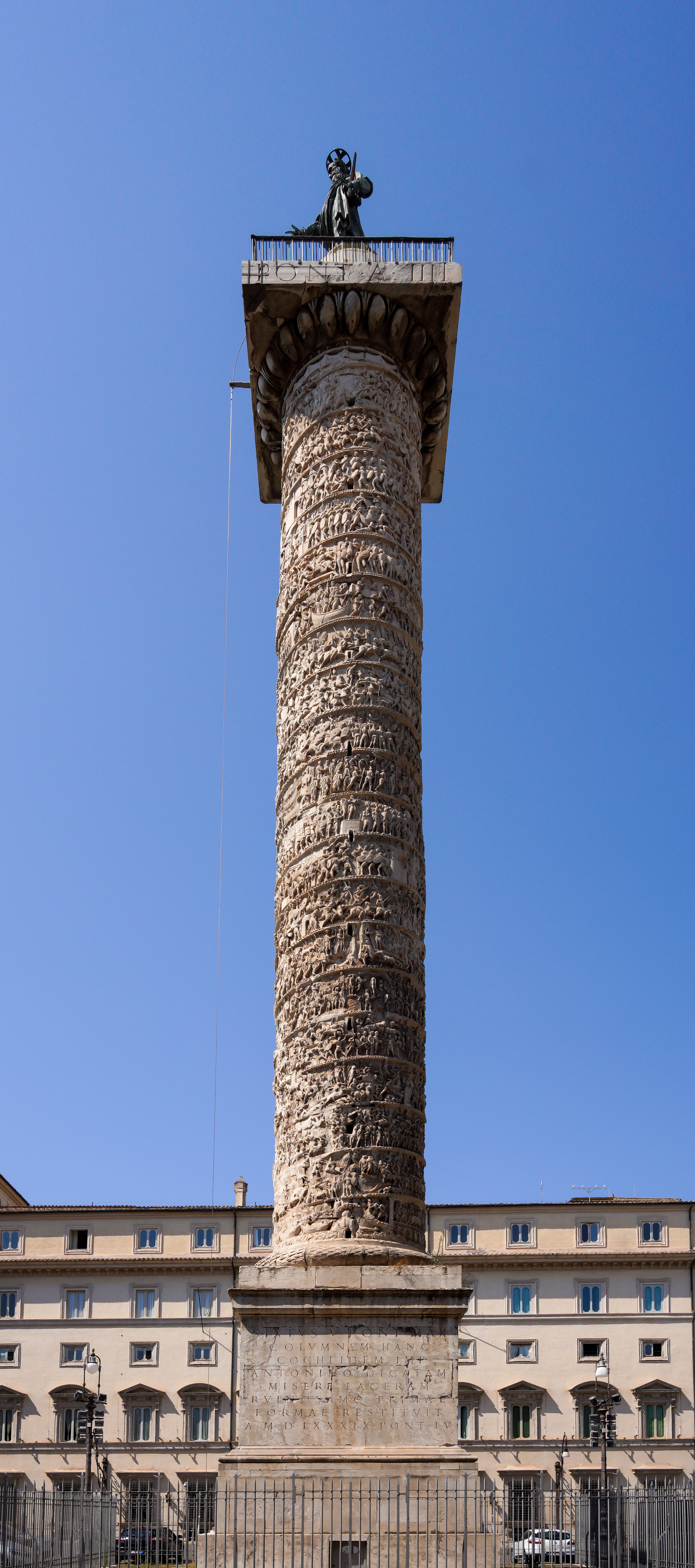
De Zuil van Marcus Aurelius in Rome

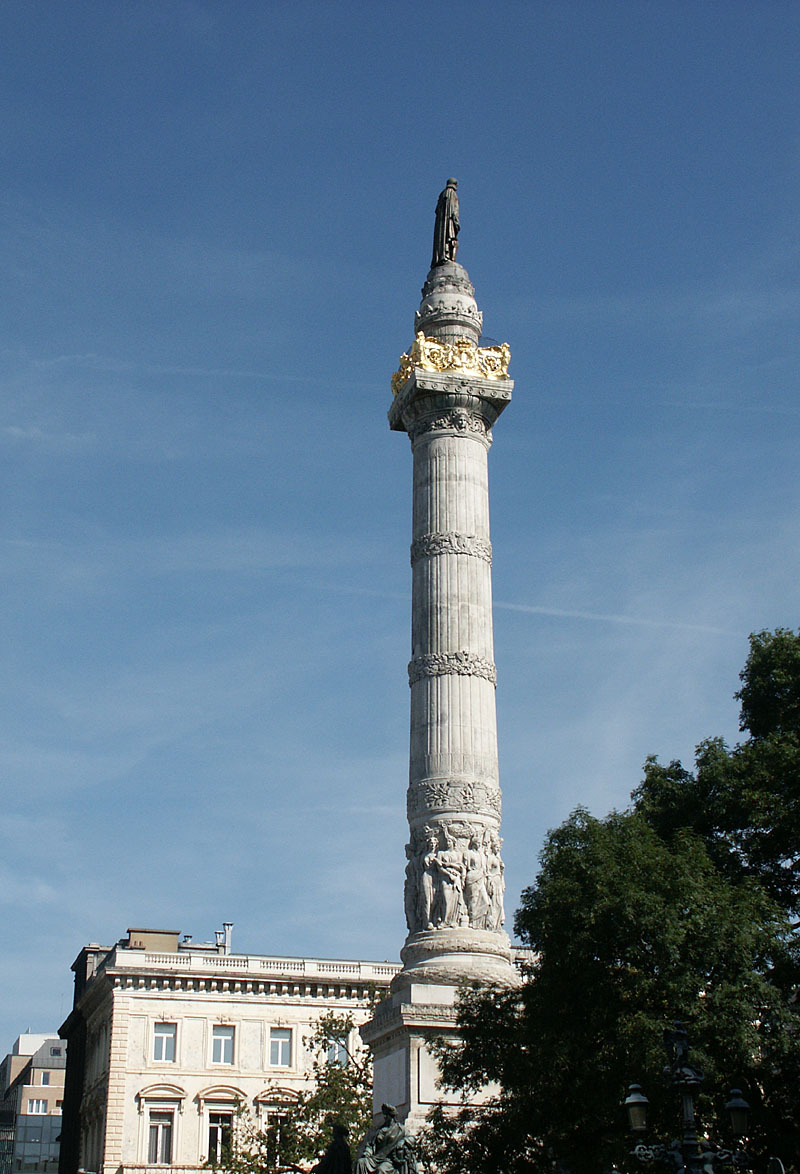
De Congreskolom in Brussel

Een erezuil, triomfzuil of gedenkzuil is een zuilvormig monument ter herinnering aan een belangrijke gebeurtenis (zoals een overwinning in een oorlog of veldslag) of een belangrijk persoon.
Erezuilen zijn monumenten die bedoeld zijn om indruk te maken en eeuwig te blijven bestaan. Ze worden over het algemeen geplaatst op een verhoging op een plein of een andere publieke plek. Erezuilen zijn gemaakt van duurzame materialen zoals marmer en brons en zijn rijk versierd, vaak met reliëfs van symbolische of historische scènes. Vaak bevatten ze inscripties met relevante informatie over de geëerde gebeurtenis of persoon.
Boven op de zuil staat meestal een standbeeld van een symbolisch figuur zoals een god of engel, of een standbeeld van de persoon die met de zuil geëerd wordt. Sommige erezuilen bevatten binnenin een wenteltrap die naar een uitkijkplateau boven op de zuil leidt.
Erezuilen stammen uit de Romeinse oudheid. Een van de bekendste Romeinse erezuilen is de Zuil van Trajanus in Rome, een 2e-eeuws monument aan de overwinning van keizer Trajanus tegen Dacië. Een andere bekende erezuil, de Zuil van Marcus Aurelius, werd eind 2e eeuw opgericht door keizer Commodus ter ere van zijn overleden vader en voorganger Marcus Aurelius. In Ulpia Noviomagus Batavorum (Romeins Nijmegen) stond een erezuil aan de keizer Tiberius.
In de 19e eeuw werden ook veel erezuilen gebouwd, meestal als nationale monumenten voor militaire helden en overwinningen. Bekende voorbeelden zijn Nelson's Column in Londen, de Siegessäule in Berlijn en de Congreskolom in Brussel.

## Oudheid
- Rostrale zuil van Gaius Duilius (ca. 260 v.Chr.)
- Godenpijler (Nijmegen) (ca. 17 n.Chr.)
- Stadiasmus Patarensis (46/47 n.Chr.)
- Jupiterpijler van Derlon, Maastricht (ca. 161-175 n.Chr.)
- Zuil van Antoninus Pius (2e eeuw n.Chr.)
- Zuil van Trajanus (2e eeuw n.Chr.)
- Zuil van Marcus Aurelius (2e eeuw n.Chr.)
- Zuil van Constantijn (326 n.Chr.)
- Zuil van Arcadius (401 n.Chr.)
- Zuil van Justinianus (545-600 n. Chr.)
- Zuil van Phocas (608 n.Chr.)

## Moderne tijd
- 1808: Fontaine du Palmier, Parijs, monument voor Napoleon
- 1809: Colonne Nelson, Montreal, monument voor Horatio Nelson
- 1810: Colonne Vendôme, Parijs, monument voor Napoleon
- 1811: Nelson's Pillar, Dublin, monument voor Horatio Nelson, in 1966 verwoest door een IRA-bom
- 1832: Waterloosäule, Hannover, monument ter herdenking van de Slag bij Waterloo
- 1834: Zuil van Alexander, Sint-Petersburg, monument ter herdenking van de Russische overwinning tegen Napoleon
- 1834: Duke of York Column, Londen, monument voor de hertog van York
- 1840: Colonne de Juillet, Parijs, monument voor de Julirevolutie
- 1843: Nelson's Column, Londen, monument voor Horatio Nelson
- 1857: Zuil van de Onbevlekte Ontvangenis, Rome, monument ter ere van Maria
- 1859: Congreskolom, Brussel, monument voor het Nationaal Congres
- 1873: Siegessäule, Berlijn, monument ter herdenking van de Duitse overwinning in de Tweede Duits-Deense Oorlog
- 1875: Siegessäule Hakenberg, Hakenberg, monument ter herdenking van de overwinning van Brandenburg in de Slag bij Fehrbellin
- 1875: Wellington's Column, Liverpool, monument voor de hertog van Wellington
- 1888: Monument voor Christoffel Columbus, Barcelona
- 1910: Ángel de la Independencia, Mexico-Stad, monument voor de Onafhankelijkheid
- 1941: Victory Monument (Bangkok), monument voor de Thaise overwinning in de Frans-Thaise oorlog
- 1952: Mariazuil, Wyck-Maastricht, monument ter ere van Maria en de heilige bisschoppen van Maastricht
- 2002: Zuil van Lely, Lelystad, monument voor ir. Cornelis Lely